# Sumbiarsteinur
A Sumbiarsteinur („sumbai kő”) vagy más néven Munkurin („a szerzetes”) egy sziklaszirt Feröeren, Akrabergtől 5 km-re délre. Feröer legdélibb pontja. 11 méteres magasságával ez a négy tagból álló Flesjarnar sziklacsoport legmagasabb tagja.

## Földrajz
A Sumbiarsteinur és Akraberg közötti szoros az erős tengeráramlásokról ismert.

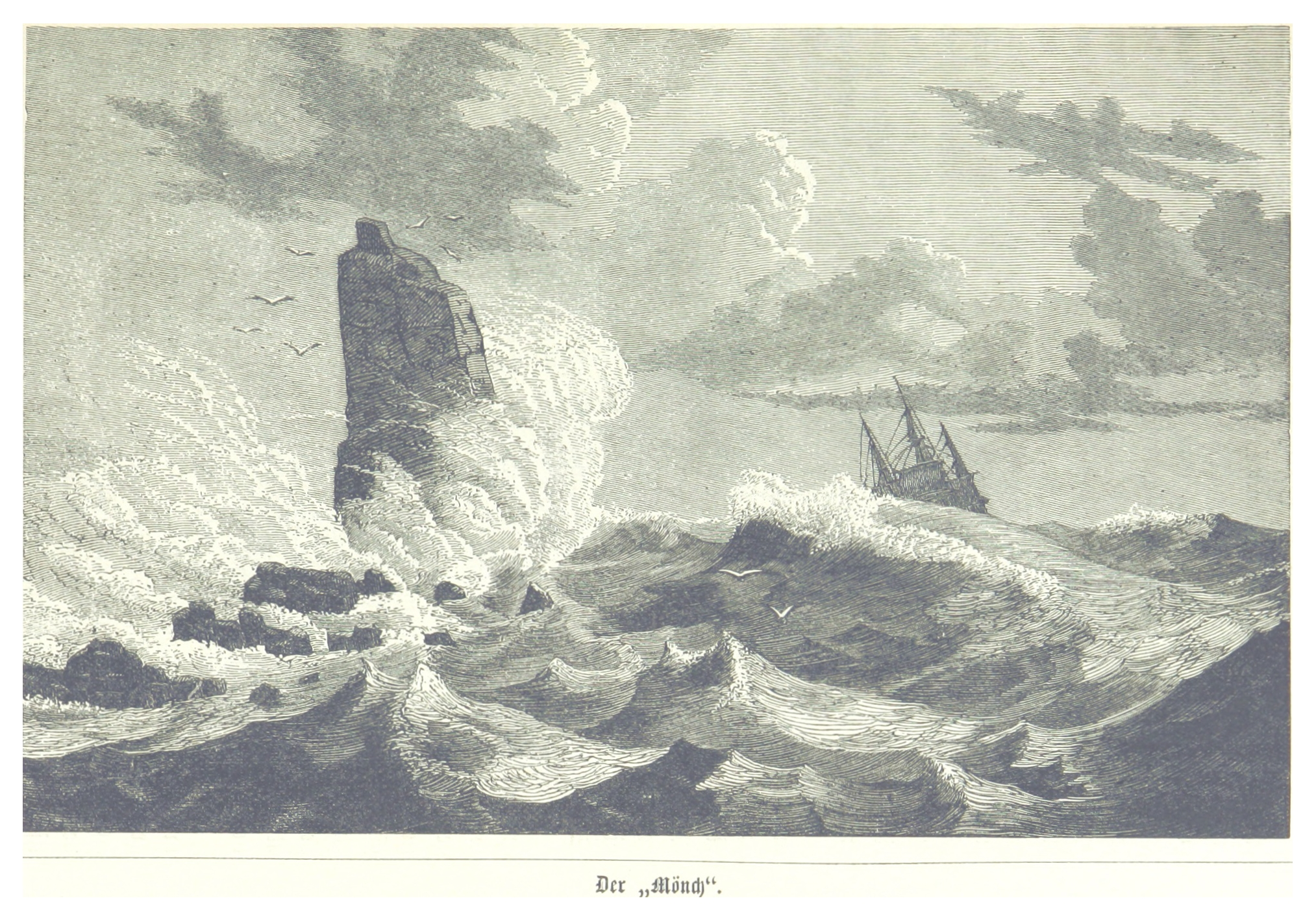
A Sumbiarsteinur egy 1889-es metszeten

## Történelem
A szikla korábban még magasabb volt, és tájékozódási pontot jelentett a hajósok számára.